# Ду Кейрос
Эдуа́рдо Са́нтос Кейро́с (порт. Eduardo Santos Queiroz, род. 19 января 2000, Сан-Паулу), более известный как Ду Кейро́с (порт. Du Queiroz) — бразильский футболист, полузащитник петербургского «Зенита», выступающий на правах аренды за «Оренбург». Обладатель Суперкубка России 2023.

## Клубная карьера
Кейрос — воспитанник клубов «Сан-Паулу» и «Коринтианс». 22 августа 2021 года в матче против «Атлетико Паранаэнсе» он дебютировал в бразильской Серии A в составе последних. 18 мая 2022 года в поединке Кубка Либертадорес против аргентинского «Бока Хуниорс» Ду забил свой первый гол за «Коринтианс». 
11 января 2023 года Кейрос подписал контракт с российским «Зенитом», который вступил в силу с июля 2023 года. 22 июля в матче против «Пари НН» он дебютировал в РПЛ.
Не смог закрепиться в составе «Зенита», сначала уехал в аренду в «Гремио», а потом в «Спорт Ресифи». 19 августа 2025 года перешёл в «Оренбург» на правах аренды до конца сезона 2025/26.

## Достижения
Клубные
«Зенит»
- Обладатель Суперкубка России: 2023